# Bradley Potgieter
Bradley Potgieter (* 11. Mai 1989 in Pietermaritzburg) ist ein südafrikanischer Radrennfahrer.

## Sportliche Laufbahn
Bradley Potgieter wurde 2007 südafrikanischer Junioren-Meister im Einzelzeitfahren und im Straßenrennen. Außerdem wurde er Dritter bei den belgischen Eintagesrennen Gent-Menen und Trofee der Vlaamse Ardennen. Seit 2008 fährt Potgieter für das südafrikanische Team MTN. In der Saison 2013 gewann er mit dem Team das Mannschaftszeitfahren der Tour de Korea. Ab 2015 fuhr Potgieter ohne Teamvertrag und bestritt hauptsächlich Rennen auf heimischem und afrikanischem Boden. 2018 startete er bei den Commonwealth Games und belegte im Straßenrennen Rang 28. Im Jahre 2021 belegte er bei der südafrikanischen Zeitfahrmeisterschaft Platz sieben.

## Erfolge
2007
- Südafrikanischer Junioren-Meister – Straßenrennen, Einzelzeitfahren

2013
- Mannschaftszeitfahren Tour de Korea